# Laroche-Saint-Cydroine
Pour les articles homonymes, voir Laroche.
Laroche-Saint-Cydroine est une commune française située dans le département de l'Yonne en région Bourgogne-Franche-Comté.
Ses habitants sont appelés les Larochois. Cette commune doit sa renommée à sa gare dénommée Laroche-Migennes.

## Géographie

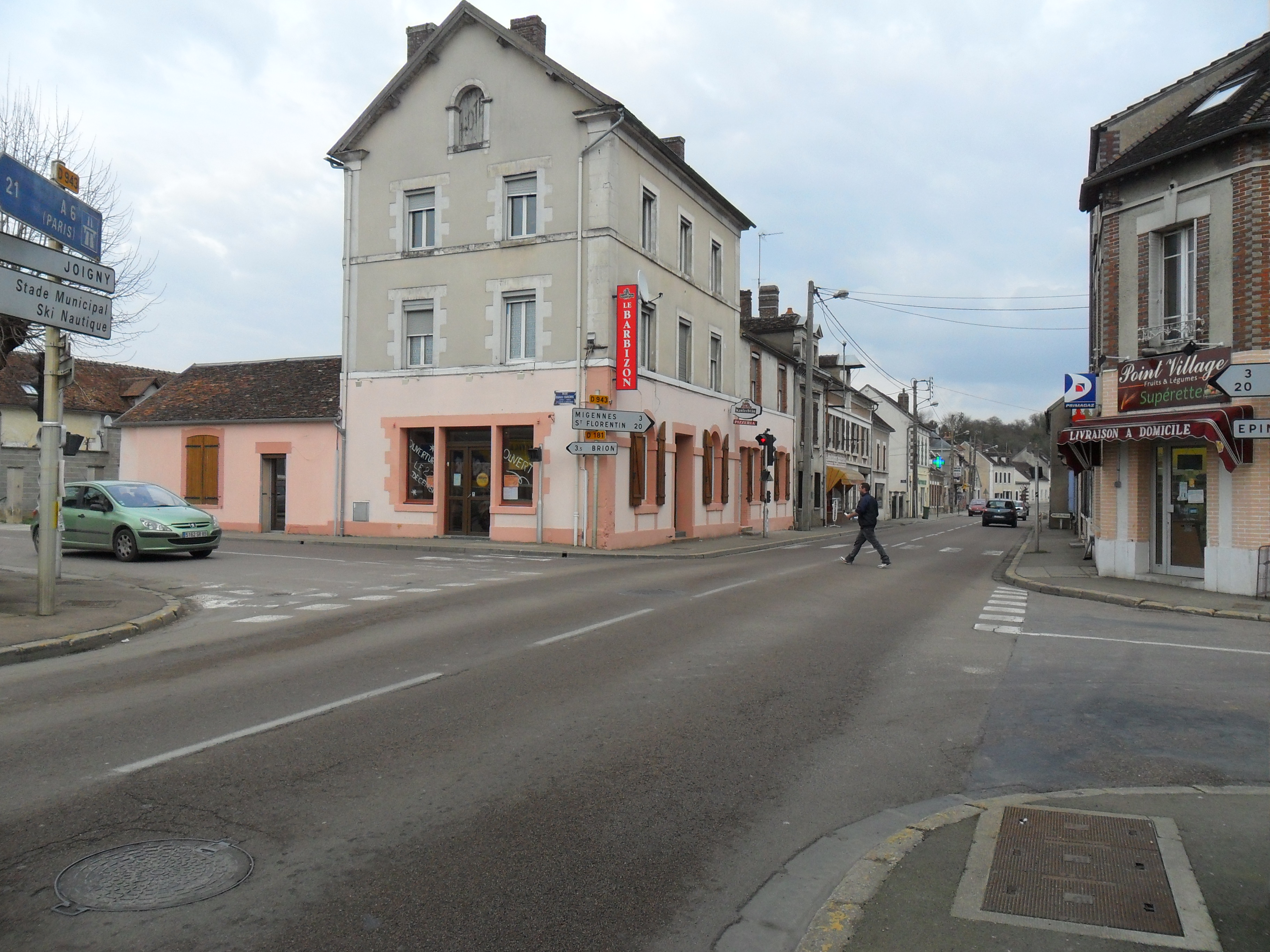
Carrefour de Laroche, route reliant Joigny à Migennes.

Située à 151 km au sud de Paris (D606 ex N6 ou autoroute A6 - sortie Joigny) , Sens à 35 km, Joigny  à 7 km, Auxerre à 25 km.
La Gare SNCF : Laroche-Migennes (arrêt TGV, voir service des renseignements SNCF) est une des plus importantes de la région, sa situation sur la ligne de Paris-Lyon à Marseille-Saint-Charles étant plus commode pour beaucoup d'usagers en provenance et à destination du centre du département de l'Yonne, que celle de la gare d'Auxerre-Saint-Gervais, certes située dans la ville principale et préfecture, mais implantée sur la ligne de Laroche-Migennes à Cosne qui est moins bien desservie.

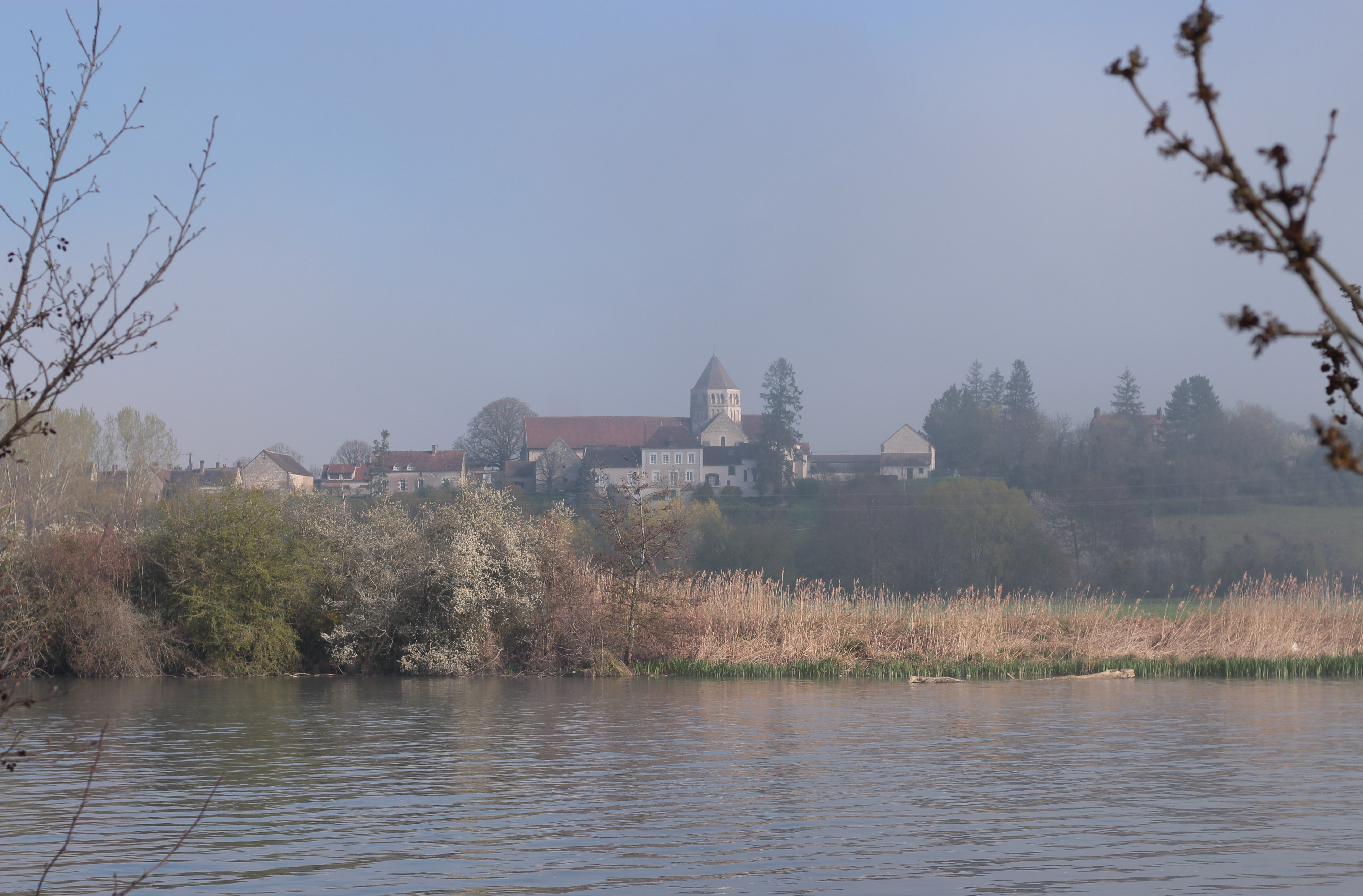
Laroche-Saint-Cydroine vue depuis les bords de l'Yonne

Laroche-Saint-Cydroine est bordée par l'Yonne à proximité de la jonction avec le canal de Canal de Bourgogne.
Depuis plusieurs années, les habitants réclament une déviation de la route qui relie Migennes à Joigny.

### Climat
Pour des articles plus généraux, voir Climat de la Bourgogne-Franche-Comté et Climat de l'Yonne.
En 2010, le climat de la commune est de type climat océanique dégradé des plaines du Centre et du Nord, selon une étude du Centre national de la recherche scientifique s'appuyant sur une série de données couvrant la période 1971-2000. En 2020, Météo-France publie une typologie des climats de la France métropolitaine dans laquelle la commune est exposée à un climat océanique altéré et est dans la région climatique  Lorraine, plateau de Langres, Morvan, caractérisée par un hiver rude (1,5 °C), des vents modérés et des brouillards fréquents en automne et hiver. 
Pour la période 1971-2000, la température annuelle moyenne est de 10,8 °C, avec une amplitude thermique annuelle de 15,7 °C. Le cumul annuel moyen de précipitations est de 694 mm, avec 11,5 jours de précipitations en janvier et 7,6 jours en juillet. Pour la période 1991-2020, la température moyenne annuelle observée sur la station météorologique de Météo-France la plus proche, « Aillant », sur la commune de Montholon à 14 km à vol d'oiseau, est de 11,5 °C et le cumul annuel moyen de précipitations est de 727,4 mm. 
La température maximale relevée sur cette station est de 42,7 °C, atteinte le 24 juillet 2019 ; la température minimale est de −23,5 °C, atteinte le 25 février 1986,,. 
Les paramètres climatiques de la commune ont été estimés pour le milieu du siècle (2041-2070) selon différents scénarios d'émission de gaz à effet de serre à partir des nouvelles projections climatiques de référence DRIAS-2020. Ils sont consultables sur un site dédié publié par Météo-France en novembre 2022.

## Urbanisme

### Typologie
Au 1er janvier 2024, Laroche-Saint-Cydroine est catégorisée bourg rural, selon la nouvelle grille communale de densité à sept niveaux définie par l'Insee en 2022.
Elle appartient à l'unité urbaine de Migennes, une agglomération intra-départementale regroupant quatre  communes, dont elle est une commune de la banlieue,,. Par ailleurs la commune fait partie de l'aire d'attraction de Migennes, dont elle est une commune de la couronne,. Cette aire, qui regroupe 4 communes, est catégorisée dans les aires de moins de 50 000 habitants,.

### Occupation des sols
L'occupation des sols de la commune, telle qu'elle ressort de la base de données européenne d’occupation biophysique des sols Corine Land Cover (CLC), est marquée par l'importance des territoires agricoles (82,8 % en 2018), une proportion sensiblement équivalente à celle de 1990 (83,6 %). La répartition détaillée en 2018 est la suivante : 
terres arables (82,8 %), zones urbanisées (8,9 %), forêts (5 %), eaux continentales (3,3 %). L'évolution de l’occupation des sols de la commune et de ses infrastructures peut être observée sur les différentes représentations cartographiques du territoire : la carte de Cassini (XVIIIe siècle), la carte d'état-major (1820-1866) et les cartes ou photos aériennes de l'IGN pour la période actuelle (1950 à aujourd'hui).

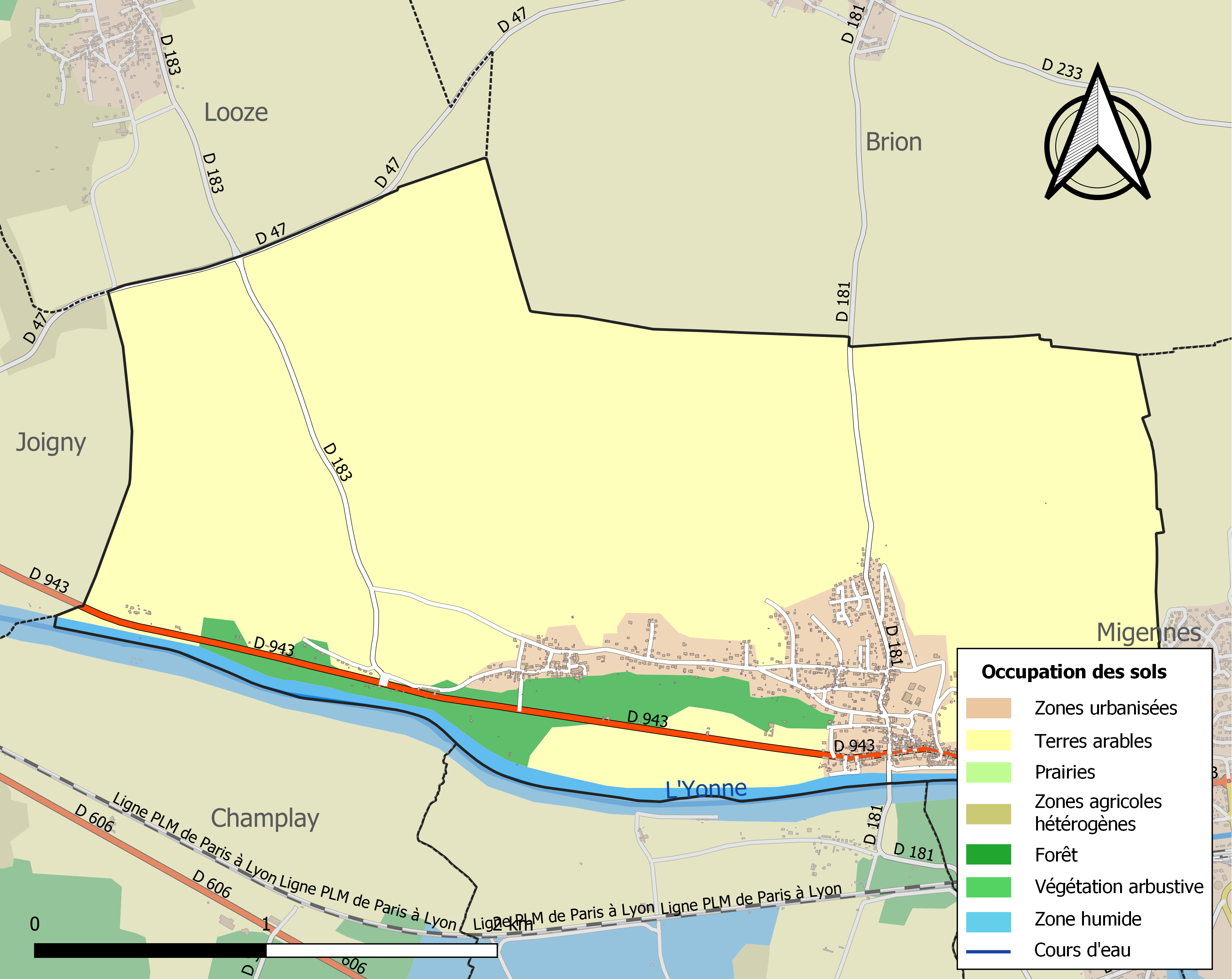
Carte des infrastructures et de l'occupation des sols de la commune en 2018 (CLC).

## Histoire
Le prieuré de Saint-Cydroine est à la collation du prieur de la Charité-sur-Loire.
Au cours de la Révolution française, la commune, qui portait le nom de Saint-Cydroine, fut provisoirement renommée La Roche-sur-Yonne.
Elle adopta ensuite celui de Saint-Cydroine-Laroche puis, en 1891, celui de Laroche-Saint-Cydroine.

## Politique et administration

### Tendances politiques et résultats
La typologie du vote larochois est de gauche.
Le premier maire de la ville fut François Perrier en juin 1995, jusqu'en mars 2008 pour soucis de santé. Il meurt le 14 juin 2015 à l'âge de 71 ans.
En mars 2014, Éliane Charlot (Divers Gauche) est réélue pour un deuxième mandat avec 69 % des suffrages exprimés dès le premier tour. 

### Liste des maires
| Période   | Période   | Identité         | Étiquette     | Qualité |
| --------- | --------- | ---------------- | ------------- | ------- |
| juin 1995 | mars 2008 | François Perrier | PCF           |         |
| mars 2008 | en cours  | Éliane Charlot   | Divers gauche |         |

## Démographie
L'évolution du nombre d'habitants est connue à travers les recensements de la population effectués dans la commune depuis 1793. Pour les communes de moins de 10 000 habitants, une enquête de recensement portant sur toute la population est réalisée tous les cinq ans, les populations de référence des années intermédiaires étant quant à elles estimées par interpolation ou extrapolation. Pour la commune, le premier recensement exhaustif entrant dans le cadre du nouveau dispositif a été réalisé en 2007.

En 2022, la commune comptait 1 209 habitants, en évolution de −3,28 % par rapport à 2016 (Yonne : −1,95 %, France hors Mayotte : +2,11 %).
| 1793 | 1800 | 1806 | 1821 | 1831 | 1836 | 1841  | 1846  | 1851  |
| ---- | ---- | ---- | ---- | ---- | ---- | ----- | ----- | ----- |
| 604  | 647  | 668  | 707  | 874  | 970  | 1 063 | 1 105 | 1 207 |

| 1856 | 1861 | 1866 | 1872  | 1876 | 1881  | 1886  | 1891  | 1896 |
| ---- | ---- | ---- | ----- | ---- | ----- | ----- | ----- | ---- |
| 997  | 920  | 983  | 1 015 | 989  | 1 069 | 1 068 | 1 032 | 961  |

| 1901 | 1906 | 1911 | 1921  | 1926  | 1931  | 1936  | 1946  | 1954 |
| ---- | ---- | ---- | ----- | ----- | ----- | ----- | ----- | ---- |
| 994  | 981  | 954  | 1 009 | 1 120 | 1 170 | 1 103 | 1 062 | 966  |

| 1962 | 1968  | 1975  | 1982  | 1990  | 1999  | 2006  | 2007  | 2012  |
| ---- | ----- | ----- | ----- | ----- | ----- | ----- | ----- | ----- |
| 958  | 1 003 | 1 321 | 1 291 | 1 373 | 1 363 | 1 381 | 1 384 | 1 274 |

| 2017  | 2022  | - | - | - | - | - | - | - |
| ----- | ----- | - | - | - | - | - | - | - |
| 1 252 | 1 209 | - | - | - | - | - | - | - |

## Lieux et monuments

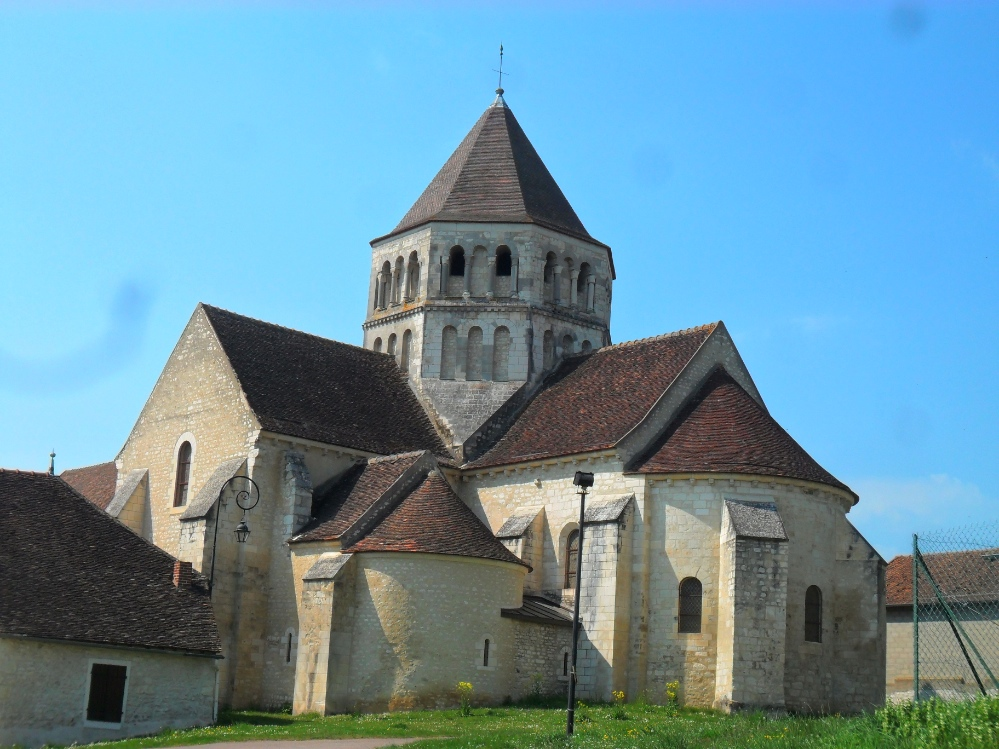
L'église de Saint-Cydroine

La ville de Laroche-Saint-Cydroine jouit d'un patrimoine historique exceptionnel. Ainsi, l'église de Saint-Cydroine XIe et XIIe, est un des édifices romans les plus importants du département.

## Personnalités liées à la commune
- Johnny Hallyday s'est produit pour la première fois sur scène au Cabaret l'Escale dans la commune voisine de Migennes. Un disque compact sorti en  2011, Johnny Hallyday 1960 : À la Roche-Migennes propose l'enregistrement de ce premier récital des 16 et 17 avril 1960, resté à l'époque inédit.
- Louis Julius Gallois, un pinardier, négociant en vin, maire de Bercy y est né.
- Léon Quarton (1911-1991), né dans la commune est un cheminot syndicaliste et résistant communiste[20].

## Pour approfondir